# Ischyrocerus rhodomelae
Ischyrocerus rhodomelae är en kräftdjursart som beskrevs av Gurjanova 1938. Ischyrocerus rhodomelae ingår i släktet Ischyrocerus och familjen Ischyroceridae. Inga underarter finns listade i Catalogue of Life.